# متحف الشريف
متحف الشريف أحد متاحف منطقة مكة المكرمة في محافظة الطائف، أسسه على خلف ملبس الشريف، هو متحف وطني داخل مبنى شعبي كبير تبلغ مساحته 5000 متر مربع ويحوي مجموعة كبيرة من القطع التراثية بجميع أنواعها ووظائفها ومادتها والتي تمثل تراث منطقة الطائف، ويحوي المتخف على سوق صغير عبارة عن مجموعة من الأكشاك أو الدكاكين وجعل كل دكان لحرفة معينة وأضاف إليه الأدوات والآلات التي تخص تلك الحرفة، كما يحوي المتحف على قاعات لكل مجموعة كالأسلحة المتمثلة في السيوف والبنادق والخناجر والرماح في قاعة وحدها، وكذلك أدوات القهوة في مكان مخصص لها وأواني الطبخ في مكان وأدوات الزراعة والملابس والحلي النسائية.